# Collyer (Kansas)
Collyer – miasto w Stanach Zjednoczonych, w stanie Kansas, w hrabstwie Trego.